# معر حطاط
معر حطاط (به عربی: معر حطاط) یک روستا در سوریه است که در ناحیه حیش واقع شده‌است. معر حطاط ۷۹۸ نفر جمعیت دارد.